# Azenha
Azenha es un barrio de la ciudad de Porto Alegre, Brasil. Fue creado por la ley 2022 del 7 de diciembre de 1959 y sus límites fueron cambiados por la ley 4685 del 21 de diciembre de 1979.

## Historia
Azenha tuvo su inicio cuando Francisco Antônio da Silveira, um azoriano que llegó a Porto Alegre a mitades del siglo XVIII y se instaló en la orilla sur del arroyo Diluvio en las cercanías del actual Hospital Ernesto Dornelles. La construcción en este sitio, hacia 1760, de un molino de agua - en portugués "azenha" - para moler trigo transformuó a Silveira en el "Chico da Azenha" y dio nombre a la zona. Silveira fue el primero en planta trigo y fabricar harina en Porto Alegre.
Ante el desarrollo de sus actividades comerciales, el azoriano levantó un puente sobre el arroyo para permitir el transporte entre las dos orillas, el Puente de Azenha. La vía que iba desde este puente hasta el actual centro de la ciudad se hizo conocida como "Camino de Azenha". Actualmente corresponde al trazado de las avenidas João Pessoa y Azenha. El puente fue también el escenario de la primera batalla entre revolucionarios y legalistas durante la Guerra de los Farrapos la noche del 19 de septiembre de 1835, con victoria para los farroupilhas que, al día siguiente, tomarían la ciudad.
Con el tiempo el barrio se desarrolló hacia el sur de la ciudad. El proceso de urbanización empezó desde 1870 cuando un manifiesto de pobladores presentó una petición para la instalación de linternas en las calles. En 1905 se inició la pavimentación del antiguo camino ya entonces llamado rúa da Azenha.
En Azenha, hastsa mediados del siglo XX, existieron varios comercios populares de inmigrantes o descendientes de inmigrantes. También se ubicaba la rúa Cabo Rocha, donde se concentraban los prostíbulos visitados principalmente por marineros. En esa misma calle se ubicaba el Cabaré do Galo, frecuentado por Lupicínio Rodrigues, que compuso y cantó ahí muchas de sus famosas canciones románticas. La calle cambio de nombre y actualmente es la rúa Professor Freitas e Castro.